# Alois Czedik von Bründlsberg und Eysenberg
Alois Czedik Freiherr von Bründlsberg und Eysenberg (* 14. November 1830 in Agram; † 19. Juli 1924 in Wien) (auch Aloys Czedik) war ein österreichischer Offizier, Lehrer, Beamter, Eisenbahndirektor und Politiker.

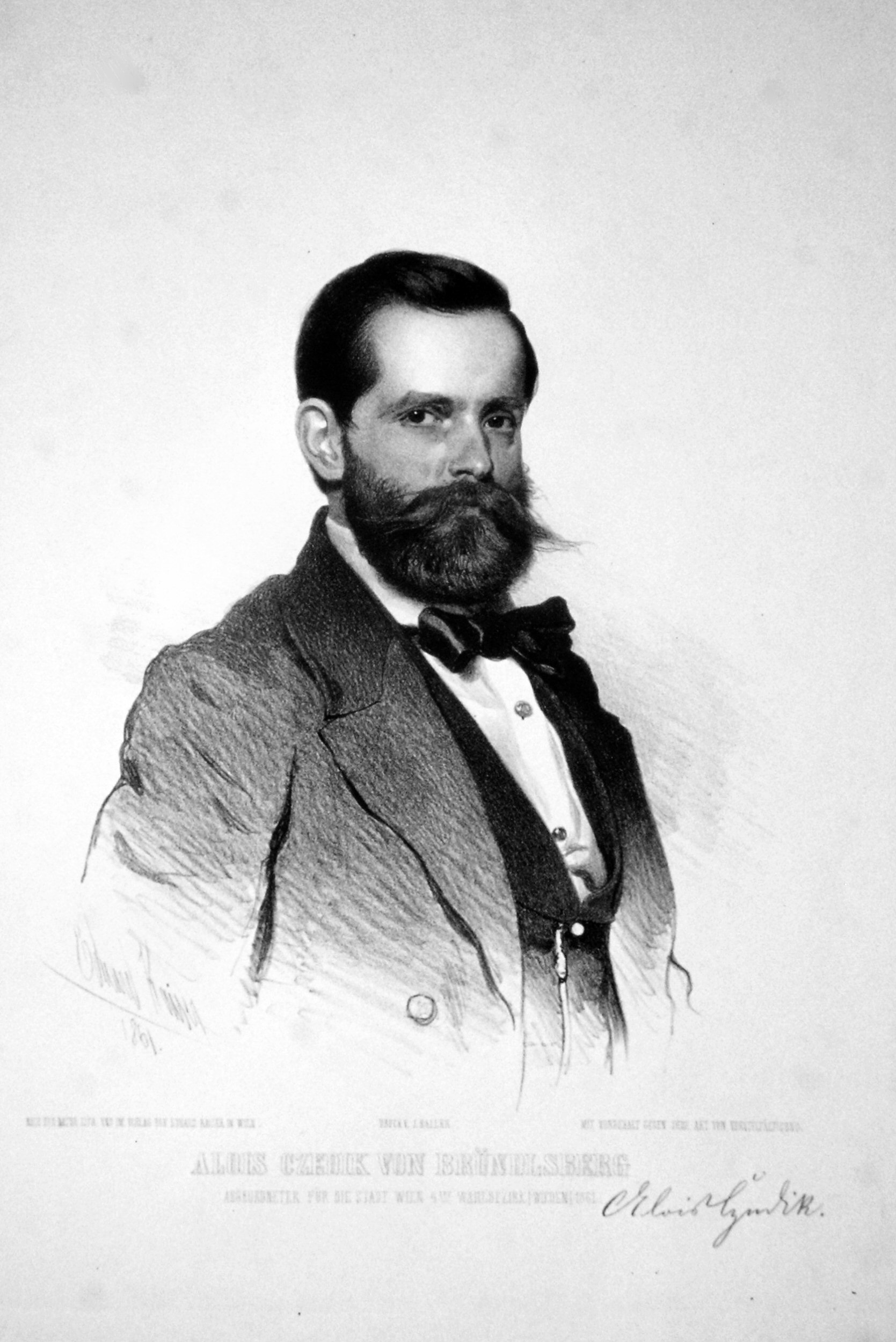
Alois Czedik von Bründlsberg. Lithographie von Eduard Kaiser, 1861

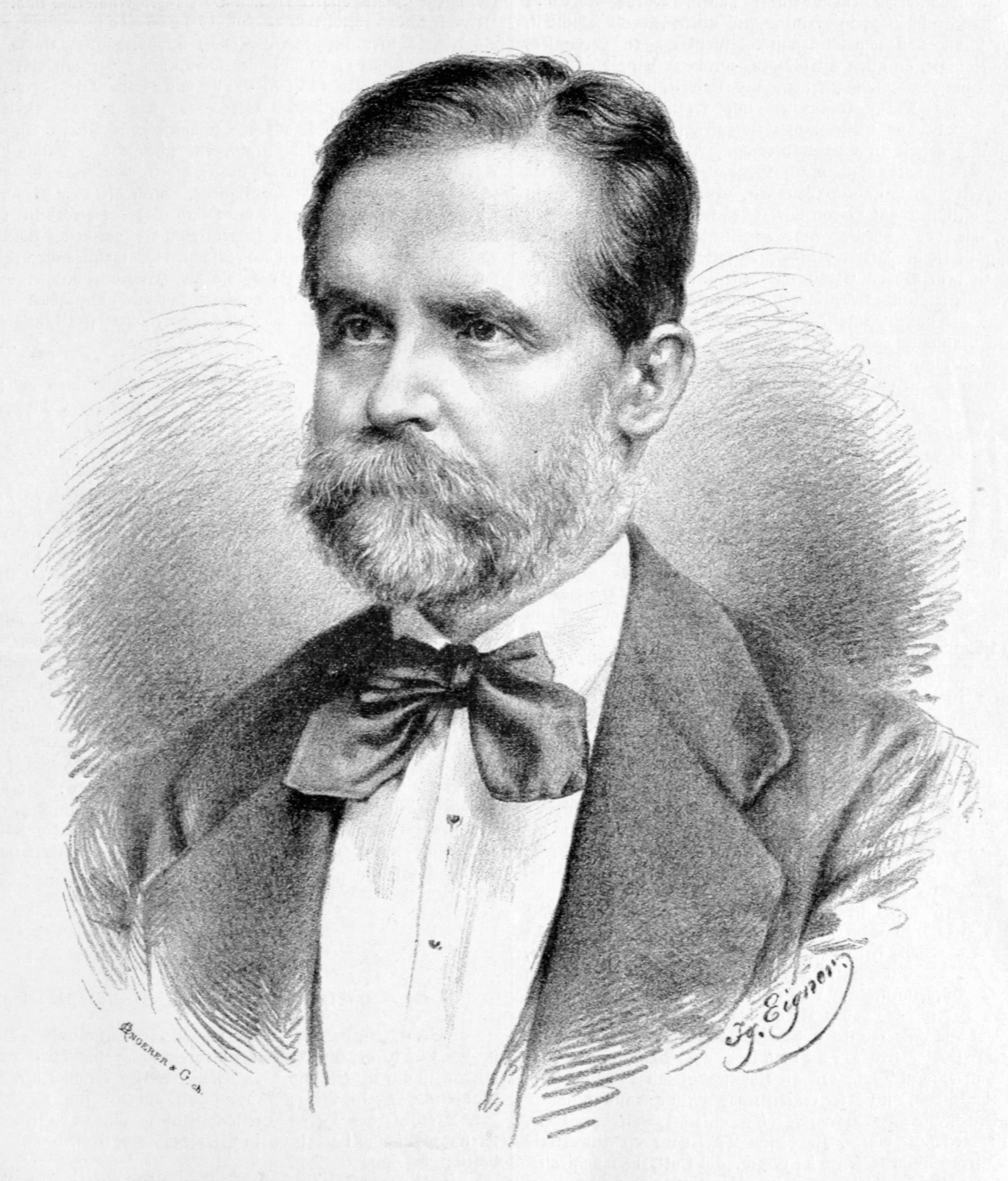
Alois Czedik von Bründlsberg von Ignaz Eigner (Wiener Salonblatt, 1884)

Parte

## Leben
Alois Czedik von Bründlsberg erhielt seine Ausbildung in Agram, Brünn und Wien und wurde im Jahr 1849 Offizier. Im Jahr 1852 legte er die Lehramtsprüfung ab und unterrichtete an Wiener Schulen die Fächer Geschichte und Geografie.
Am 7. Mai 1867 wurde er zum Ehrenbürger von Stockerau ernannt.
Im Jahr 1870 bekleidete er kurz die Position eines Sektionschefs im Unterrichtsministerium. 1871 wurde er Leiter der Wiener Handelsakademie.
Im Jahr 1873 wurde Czedik zum Generaldirektor der Kaiserin Elisabeth-Bahn ernannt. Nach deren Verstaatlichung, 1884, wurde er erster Generaldirektor der damals neu errichteten k.k. österreichischen Staatsbahnen, die bis zur Gründung des k.k. Eisenbahnministeriums, 1896, zum Handelsministerium ressortierten. Ebenfalls 1884 erhielt Czedik von Kaiser Franz Joseph I. die Freiherrenwürde, am 10. August 1885 die Ehrenbürgerschaft der Stadt Salzburg, 1887 vom Kaiser die Ehrung als Geheimer Rat und am 2. Februar 1888 die Ehrenbürgerschaft von Gars am Kamp.

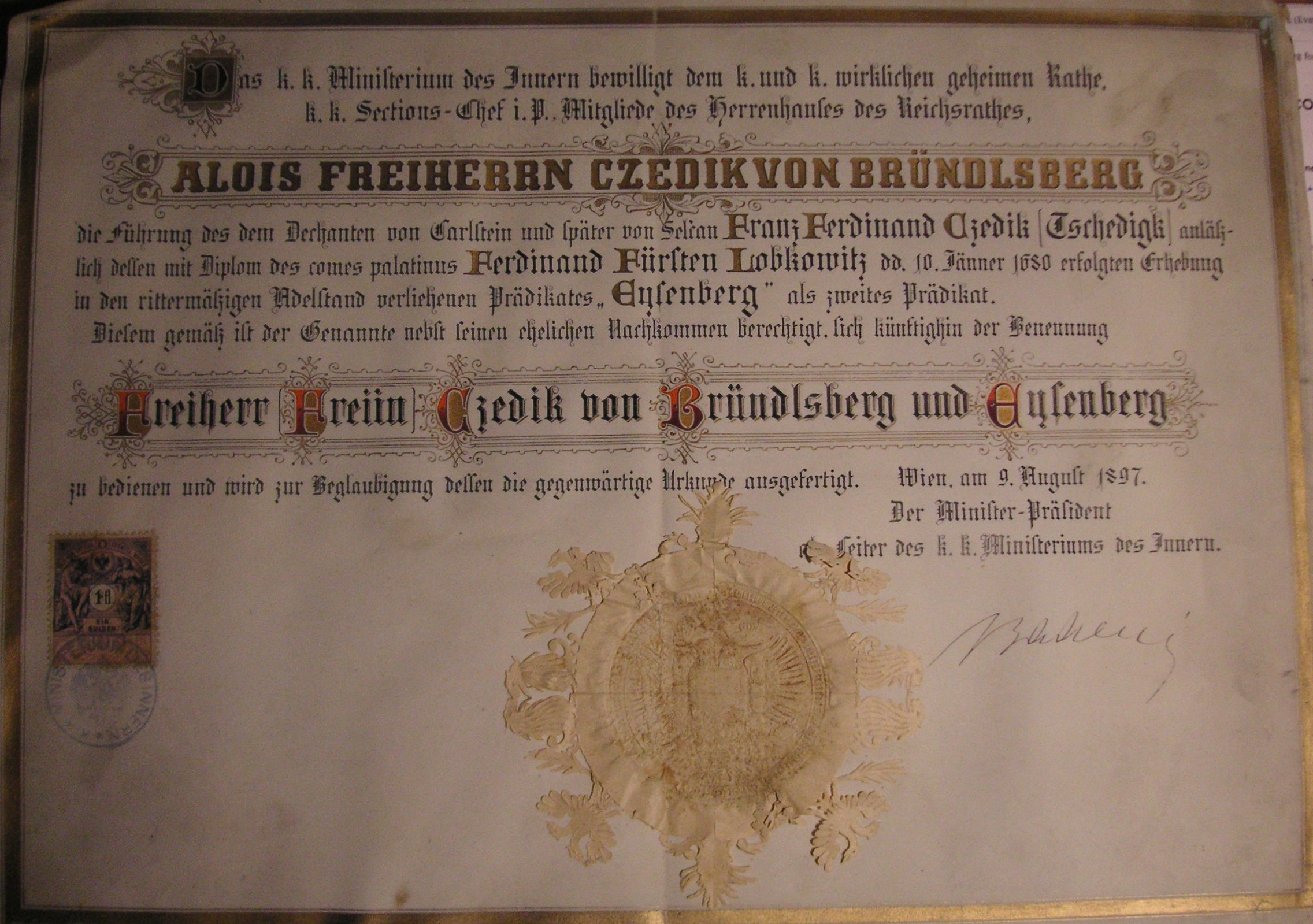
Urkunde über das Prädikat „Eysenberg“ vom 9. August 1897, unterzeichnet von Ministerpräsident Badeni

1897 wurde ihm das (zusätzliche) Prädikat „Eysenberg“ verliehen und darüber am 9. August 1897 eine Urkunde ausgestellt, die k.k. Ministerpräsident Graf Kasimir Felix Badeni als Leiter des Ministeriums des Innern unterzeichnete.
1899 wurde er vom Kaiser zum Präsidenten der (cisleithanischen) Staatsschuldenkommission berufen.

## Politische Funktionen
Im Jahr 1861 wurde er erstmals in den Landtag von Niederösterreich gewählt, dem er (siehe unten) nach Unterbrechungen zuletzt 1896 angehörte; von 20. April 1861 bis 27. August 1870 war er Mitglied des Landesausschusses. 1869/1870, 1871–1873 und 1879–1883 gehörte er dem Abgeordnetenhaus des Reichsrates an. 1871–1873 hatte Czedik ein Mandat im Gemeinderat der Stadt Wien inne. 1883–1918 war er, vom Kaiser berufen, Mitglied des Herrenhauses, des Oberhauses des österreichischen Reichsrates.

## Militärisches
1848 war Czedik Hauptmann des Philosophenkorps der Akademischen Legion. Im Mai 1848 trat er von dieser Funktion zurück, als sich die Legion an der Sturmpetition beteiligte.

## Schriften
- Zur Geschichte der k. k. österreichischen Ministerien 1861–1916. 4 Bände, Teschen/Wien/Leipzig 1917–20.
- Der Weg von und zu den Österreichischen Staatsbahnen. 3 Bände. Verlagsbuchhandlung Karl Prochaska, Teschen/Wien/Leipzig 1913.

## Namensschreibung
Czediks Adelsprädikat von Bründlsberg wurde schon zu seinen Lebzeiten oft irrtümlicherweise Bründelsberg geschrieben. Die richtige Schreibweise wurde in der Urkunde bestätigt, die am 9. August 1897 anlässlich der Verleihung des zweiten Prädikats und Eysenberg ausgestellt und von k.k. Ministerpräsident Kasimir Felix Badeni persönlich unterzeichnet wurde.

## Ehrungen
Der am 20. Juli 1924 in der Wiener Tageszeitung Neue Freie Presse veröffentlichte Nachruf von Ernst Plener ist auch insofern bemerkenswert, als der ehemalige deutschliberale Politiker und Rechnungshofpräsident beim Abdruck des Textes seit 15 Monaten nicht mehr am Leben war. Er hatte diesen Nachruf für den damals schon 90-Jährigen laut redaktionellem Vermerk vier Jahre vor dem Ableben Czediks verfasst.
Alois Czedik-Eysenberg wurde am 24. Juli 1924 auf dem Friedhof Hadersdorf-Weidlingau (seit 1938 Teil von Wien) in einem auf Friedhofsdauer bestehenden Familiengrab beigesetzt.
In Hadersdorf-Weidlingau, heute Wien-Penzing (14. Bezirk),  wurde im Ortsteil Weidlingau die Czedik-Gasse (heute Alois-Czedik-Gasse) nahe der Westbahn nach ihm benannt und in Stockerau die Czedik-Straße. 1882 wurde er Ehrenbürger von Steyr. Die heute westlichste Wiener Wienflussbrücke, 1967 bei der nach ihm benannten Gasse errichtet, heißt Alois-Czedik-Steg.
Orden und Ehrenzeichen:
- Ritter des Ordens der Eisernen Krone I. Klasse
- Kommandeurkreuz des österreichischen kaiserlichen Leopold-Ordens
- k. österreichische Kriegsmedaille
- Komtur des toskanischen Verdienst-Ordens des heiligen Joseph
- Donat-Kreuz I. Klasse des souveränen Johanniter-Ordens
- preußischer Kronen-Orden II. Klasse mit Stern
- Groß-Komturkreuz des bayerischen Verdienstordens vom heiligen Michael
- Komtur I. Klasse des württembergischen Friedrichs-Ordens
- Kommandeur II. Klasse des badischen Ordens von Zähringer Löwen mit dem Eichenlaub und dem Stern
- Kommandeurkreuz des hessischen Philipp-Ordens II. Klasse
- Kommandeur des rumänischen Ordens Stern von Rumänien
- Großoffizier des serbischen Takovo-Ordens II. Klasse mit dem Sterne
- persischer Sonnen- und Löwen-Orden II. Klasse mit Stern
- Ritter I. Klasse des sächsischen Albrecht-Ordens